# Hotel Tívoli (Huancayo)
El Hotel Palermo (llamado antiguamente como "Hotel Victory" (años 1940) y "Hotel Tívoli" (años 1980) es un edificio bicentenario ubicado en la zona monumental de la ciudad de Huancayo, Perú. Fue declarado en 1989 como Monumento Histórico. Se encuentra en la intersección de la Calle Real y el jirón Puno frente a la Plaza Constitución.

## Historia
El edificio original tenía sólo dos pisos y fue construido a fines del siglo XVIII en la misma época en la que fue abierta la entonces llamada "Plaza del Comercio" (y que actualmente es la Plaza Constitución). El 3 de enero de 1813 se colocó en el muro frontal de ese edificio una placa en la que perennizaba el Acto de la Jura de la Constitución Liberal de Cádiz realizada en esa plaza el 1 de enero de ese año. Su uso original fue de habitaciones y tiendas comerciales.  La configuración actual del edificio data de 1831 y es de estilo republicano. Su material es predominantemente de adobe. Su fachada está compuesta de líneas rectas y muestra una horizontalidad equilibrada débilmente por los vanos verticales. No posee ornamentación y las puertas de la planta baja no armonizan con el conjunto. En la segunda planta presenta siete balcones empotrados que se adhieren a los vanos y que están formados por una fila de columnillas talladas en madera. En el tercer piso, añadido en la primera mitad del siglo XX, se aprecia un balcón corrido a lo largo de todo el piso con las mismas características de los balcones empotrados.
En la primera década del siglo XX fue dedicado a ser hotel siendo el primer establecimiento de ese tipo en la ciudad de Huancayo denominado "Hotel Internacional". En ese momento se acondicionaron 28 habitaciones y dos comedores, alumbrado por luz eléctrica y con instalaciones propias de agua potable y desagüe. En 1947 se alquiló este inmueble a Víctor Tovar Concha y Manuel Jiménez Montes de Oca quienes lo empiezan a utilizar como hotel con restaurante, cantina y billar denominándolo "Hotel Victory". En los años 1980 se le cambió el nombre a "Hotel Tívoli" y posteriormente, al de "Hotel Palermo". El 12 de noviembre de 1988 se publicó la Resolución Jefatural N° 509-88-INC/J de fecha 1 de septiembre de ese año por medio de la cual se declaró este edificio como Monumento Histórico del Perú. Actualmente su planta baja está ocupada por diversos comercios y debido a su estado de deterioro ya no funciona como hotel.